# Dave Mirra Freestyle BMX 2
Dave Mirra Freestyle BMX 2 és la seqüela del videojoc Dave Mirra Freestyle BMX. Està disponible en Playstation 2, Gamecube, Game Boy Advance i Xbox.